# Scattered Ashes: A Decade of Emperial Wrath
„Scattered Ashes: A Decade of Emperial Wrath“ е компилационен албум на блек метъл групата Emperor. Разделен е на два диска – първия съдържа песни от всички студийни албуми, а втория кавъри и неиздавани песни.

## Песни

### Диск 1
1. „Curse You All Men!“
2. „The Tongue of Fire“
3. „The Majesty of the Nightsky“
4. „Cosmic Keys to My Creations and Times“
5. „Wrath of the Tyrant“
6. „The Loss and Curse of Reverence“
7. „An Elegy of Icaros“
8. „I Am the Black Wizards“
9. „Thus Spake the Nightspirit“ (live)
10. „Ye Entrancemperium“
11. „In the Wordless Chamber“
12. „With Strength I Burn“
13. „Inno a Satana“

### Диск 2
1. „A Fine Day to Die“ (кавър на Bathory)
2. „Ærie Descent“ (кавър на Thorns)
3. „Cromlech“ (кавър на Darkthrone)
4. „Gypsy“ (кавър на Mercyful Fate)
5. „Funeral Fog“ (кавър на Mayhem)
6. „I Am“
7. „Sworn (Ulver ремикс)“
8. „Lord of the Storms“
9. „My Empire's Doom“
10. „Moon over Kara-Shehr“ (rehearsal)
11. „Ancient Queen“
12. „Witches' Sabbath“
13. „In Longing Spirit“
14. „Opus a Satana“ (оркестрална версия на „Inno a Satana“)